# Vitus Bering
Vitus Bering — споруджений у 2012 році землесосний самовідвізний снаряд (trailing suction hopper dredger, TSHD).

## Характеристики
Судно спорудили на замовлення відомої бельгійської компанії Jan De Nul на південнокорейській верфі STX Offshore Busan у Пусані. Земснаряд назвали на честь відомого мореплавця, ім'я якого носить протока між Євразією та Північною Америкою.
Судно призначене для робіт на глибинах до 46,4 метра, а транспортування вибраного ґрунту здійснюється у власному трюмі об'ємом 7500 м3. Потужність його насосної системи при роботі на завантаження становить 2 МВт, а при видачі ґрунту — 4 МВт.
Пересування до місця виконання робіт здійснюється зі швидкістю до 14 вузлів.
Загальна потужність силової установки судна становить 8,975 МВт.
На борту забезпечується проживання 21 особи.

## Завдання судна
У перші роки після свого спорудження судно виконувало численні завдання у далекосхідному регіоні, зокрема:
- зі створення глибоководного порту у в'єтнамській північно-центральній провінції Хатінь, де в індустріальній зоні Вунг-Анг велось спорудження металургійного комбінату компанії Formosa Ha Tinh Steel Corporation. Проект, який розтягнувся на кілька років та був завершений у 2013-му, передбачав вибірку 80 млн м3 ґрунту, що змусило залучити численні земснаряди — як землесосні (окрім Vitus Bering це були  Leiv Eiriksson, Cristobal Colon, Vasco Da Gama, Juan Sebastian De Elcano), так і фрезерні (Zheng He, Ibn Batutta);
- роботи у 2013-му в гавані філіппінської столиці у інтересах Манільського міжнародного контейнерного терміналу (Manila International Container Terminal, MCIT). Тут для доведення глибин до 13 метрів довелось вийняти 1,6 млн м3 ґрунту;
- операційне днопоглиблення у австралійському порту Порт-Гедленд, який спеціалізується на вивозі залізної руди;
- роботи із стабілізації трубопроводів проекту Вітстоун ЗПГ;
- поглиблення у 2015-му порту тайванського міста Тайчжун (центральна частина західного узбережжя острова);
- прокладання у тому ж 2015-му траншеї для нового трубопроводу, що транспортує до Тайванської протоки воду з системи охолодження ТЕС Tung Hsiao (кілька кілометрів на північ від Тайчжун);
- роботи восени 2016-го на підхідному каналі південнокорейського порту Даесан (Daesan);
- поглиблювальні роботи у 2017-му на підхідному каналі Soai Rap River Channel, який забезпечує доступ в район південнов'єтнамського міста Хошимін (дельта річки Меконг на узбережжі Південнокитайського моря);
- чергове обслуговування у тому ж 2017-му підхідного каналу та акваторії манільського контейнерного терміналу;
- роботи взимку 2017/2018 у тайванському порту Лінькоу (північно-західне узбережжя острову), де Vitus Bering забезпечував вибірку ґрунту, розрихленого фрезерним земснарядом «Niccolò Machiavelli». Порода надалі транспортувалась до розташованого неподалік порту Тайбею, де використовувалась для створення нової гавані.
Далі судно вирушило до узбережжя Південної Америки, де до кінця літа встигло попрацювати на проекті еквадарського контейнерного терміналу Посорха (разом із землесосними снарядими "Filippo Brunelleschi" і "Pedro Alvares Cabral") та над поглибленням головного каналу аргентинського порту Баїя-Бланка (550 км на південний захід від Буенос-Айресу).
У другій половині 2018-го «Vitus Bering» здійснив роботи у зовнішньому та внутрішньому підхідних каналах і внутрішній акваторії так само аргентинського порту Кекен (Quequén, між Баїя-Бланка та Буенос-Айресом), де планувалось приймати судна осадкою до 14 метрів. При він працював у парі з земснарядом «Ibn Battuta», вибираючи розрихлений фрезою останнього ґрунт.
У січні 2019-го під час переходу до Еквадору земснаряд виконав невелике завдання у найпівденнішому аргентинському порту Ушуая, розташованому на архіпелазі Вогняна Земля. Тут було потрібно вибрати 50 тис м3 ґрунту, щоб дозволити прийом круїзного лайнера Celebrity Eclipse, котрий провадить антарктичні круїзи та може прийняти на борт понад 3 тисячі пасажирів.
В Еквадорі "Vitus Bering" узявся за модернізацію підхідного каналу найбільшого еквадорського порту Ґуаякіль. Тут запланували збільшити глибини до 12,5 метрів, для чого на судновому ході довжиною 95 км необхідно було вилучити 25 млн м3 грунту. При цьому до робіт за проектом залучили цілий ряд земснарядів, включаючи фрезерний "Ibn Battuta" та землесосні "Pedro Alvares Cabral" , "Francis Beaufort" та "Charles Darwin".
У 2021-му земснаряд виконував роботи з поглиблення до 14,5 метрів підхідного каналу та басейну еквадорського порту Пуерто-Болівар.
В 2022-му "Vitus Bering" разом з ківшевим земснарядом "Il Principe" працювали над розширенням контейнерного терміналу перуанського порту Кальяо;
На початку 2024-го "Vitus Bering" розпочав роботи в еміраті Дубаї на проекті Dubai Maritime City (багатофункціональна індустріально-освітньо-житлова зона), що потребував значного обсягу намиву території (можливо відзначити, що роботи за цим проектом почались ще в 2008-му, проет двічі зупинялись в 2010 та 2014 роках з фінансових підстав). У вересні 2024-го земснаряд полишив Перську затоку та рушив навколо Африки до місця наступного завдання.